# جابر خالد جابر الصباح
الشيخ جابر الخالد الجابر الفاضل الصباح (25 نوفمبر 1944  -)، عسكري ودبلوماسي وسياسي كويتي، كان رئيس أركان الجيش الكويتي عام 1992 وقائد القوات الكويتية أثناء عمليات تحرير الكويت عام 1991، ثم سفير الكويت لدى السعودية (1998-2001) وأخيرا وزير الداخلية الكويتي (2007-2011).

## حياته العسكرية والدبلوماسية والسياسية
- تخرج من أكاديمية ساندهيرست العسكرية الملكية، كما التحق بعدد من الدورات العسكرية في المملكة المتحدة والولايات المتحدة. تدرج بالمناصب العسكرية في الجيش الكويتي حتى أصبح رئيسًا للأركان العامة عام 1992. وقاد القوات الكويتية أثناء فترة الغزو العراقي للكويت حتى التحرير.
- في أبريل 1998 عين سفيرًا لدولة الكويت في المملكة العربية السعودية، وظل يتولى المنصب إلى فبراير 2001.[3]
- في 28 أكتوبر 2007 عين وزيرًا للداخلية[4]، وفي 28 مايو 2008 [5] و12 يناير 2009 [6] و29 مايو 2009 [2] أعيد تعيينه بنفس المنصب. قدم استقالته من منصبة في يوم 13 يناير 2011 وذلك على خلفية ثبوت شبهة جنائية بوفاة مواطن أثناء احتجازه لدى المباحث[7]، إلا إن الحكومة طلبت منه الاستمرار في عملة وإستكمال كافة التحقيقات والإجراءات المتعلقة بملف المتهمين في قضية[8]، وقبلت استقالته بتاريخ 6 فبراير 2011.[9]

## عائلته وحياته الأسرية
هو جابر بن خالد بن جابر بن فاضل بن دعيج بن جابر بن عبد الله بن صباح الأول و شقيقه هو علي خالد الجابر الصباح
متزوج من الشيخة حياة عبد العزيز الحمود الجراح الصباح
(متوفية)، ولهما من الأبناء:
- الشيخة نادية.
- الشيخة نوف.
- الشيخ نواف.
- الشيخة ندى.
- الشيخ أحمد.